# Valeriana amurensis
Valeriana amurensis là một loài thực vật có hoa trong họ Kim ngân. Loài này được P. Smirn. ex Kom. miêu tả khoa học đầu tiên năm 1932.